# Burnettita
La burnettita és un mineral de la classe dels silicats, que pertany al subgrup dels clinopiroxens. Rep el nom en honor de Donald S. Burnett, cosmoquímic de l'Institut Tecnològic de Califòrnia.

## Característiques
La burnettita és un silicat de fórmula química CaVAlSiO₆. Va ser aprovada com a espècie vàlida per l'Associació Mineralògica Internacional l'any 2013. Cristal·litza en el sistema monoclínic. És l'anàleg amb vanadi de la davisita (Sc), l'esseneïta (Fe3+), la grossmanita (Ti3 +) i la kushiroïta (Al). Conté barreja de titani trivalent i tervalent. És químicament similar a la beckettita i la mukhinita.

## Formació i jaciments
Va ser descoberta al meteorit Allende, trobat a la localitat de Pueblito de Allende, a l'estat de Chihuahua, Mèxic. Es tracta de l'únic indret de tot el planeta on ha estat descrita aquesta espècie mineral.